# OHL Executive of the Year
Der OHL Executive of the Year ist eine Eishockey-Trophäe der Ontario Hockey League (OHL). Sie wird jährlich an die beste Führungskraft (meist General Manager) eines OHL-Franchises vergeben, das sowohl im sportlichen als auch im administrativen Bereich erfolgreich geleitet wurde. Der Gewinner wird direkt vom Exekutivrat der Ontario Hockey League bestimmt. Erstmals wurde die Trophäe 1990 vergeben. Mike Vellucci ist der erste, der 2013 sowohl als OHL Executive of the Year ausgezeichnet als auch mit der Matt Leyden Trophy als bester Trainer des Jahres geehrt wurde.
Seit 2013 wurde die Auszeichnungen nicht mehr verliehen, ohne jedoch offiziell eingestellt worden zu sein.

## Liste der Gewinner
| Jahr | Preisträger       | Team                        |
| ---- | ----------------- | --------------------------- |
| 2013 | Mike Vellucci     | Plymouth Whalers            |
| 2012 | Steve Bienkowski  | Kitchener Rangers           |
| 2011 | Dale DeGray       | Owen Sound Attack           |
| 2010 | Rick Gaetz        | Guelph Storm                |
| 2009 | Warren Rychel     | Windsor Spitfires           |
| 2008 | Denise Burke      | Niagara IceDogs             |
| 2007 | Craig Goslin      | Saginaw Spirit              |
| 2006 | Craig Goslin      | Saginaw Spirit              |
| 2005 | Mike Futa         | Owen Sound Attack           |
| 2004 | Mark Hunter       | London Knights              |
| 2003 | Steve Bienkowski  | Kitchener Rangers           |
| 2002 | Sherwood Bassin   | Erie Otters                 |
| 2001 | nicht vergeben    | nicht vergeben              |
| 2000 | Robert Ciccarelli | Sarnia Sting                |
| 1999 | Jeff Hunt         | Ottawa 67’s                 |
| 1998 | Paul McIntosh     | London Knights              |
| 1997 | Ed Rowe           | Peterborough Petes          |
| 1996 | Bert Templeton    | Barrie Colts                |
| 1995 | Mike Kelly        | Guelph Storm                |
| 1994 | Jim Rutherford    | Detroit Junior Red Wings    |
| 1993 | Jim Rutherford    | Detroit Junior Red Wings    |
| 1992 | Bert Templeton    | North Bay Centennials       |
| 1991 | Sherwood Bassin   | Sault Ste. Marie Greyhounds |
| 1990 | Sam McMaster      | Sudbury Wolves              |